# Курц, Вильгельм
Вильгельм Сульпиц Курц (нем. Wilhelm Sulpiz Kurz, 1834—1878) — немецкий ботаник и садовод.
Работал ботаником в Индии, Индонезии, Мьянме, Малайзии и Сингапуре.
Был директор ботанических садов в Богоре (Западная Ява) и в Калькутте.
Монограф рода Банан (Musa).
Им было описано не менее 30 родов растений и множество видов из различных семейств, в том числе Акантовые (Acanthaceae), Осоковые (Cyperaceae), Молочайные (Euphorbiaceae) и многих других.
Его именем был назван вид растений Taraktogenos kurzii King (1890), который теперь относят к роду Гиднокарпус (Hydnocarpus).

## Работы
- Report on the Vegetation of the Andaman Islands [ed. 2]. Calcutta (India), 1870
- Preliminary Report on the Forest and other Vegetation of Pegu, 1875
- Forest Flora of British Burma, в двух томах, 1877[2]